# Placówka Straży Granicznej II linii „Rajgród”
Placówka Straży Granicznej II linii „Rajgród” – jednostka organizacyjna Straży Granicznej pełniąca służbę wywiadowczą na granicy polsko-niemieckiej w okresie międzywojennym.

## Geneza
Na wniosek Ministerstwa Skarbu, uchwałą z 10 marca 1920 roku, powołano do życia Straż Celną. Od połowy 1921 roku jednostki Straży Celnej rozpoczęły przejmowanie odcinków granicy od pododdziałów Batalionów Celnych. Proces tworzenia Straży Celnej trwał do końca 1922 roku. Placówki Straży Celnej „Tworki” i „Rajgród” i „Doliszew” weszły w podporządkowanie komisariatu Straży Celnej „Tworki” z Inspektoratu SC „Grajewo”.

## Formowanie i zmiany organizacyjne
Rozporządzeniem Prezydenta Rzeczypospolitej Polskiej Ignacego Mościckiego z 22 marca 1928 roku, do ochrony północnej, zachodniej i południowej granicy państwa, a w szczególności do ich ochrony celnej, powoływano z dniem 2 kwietnia 1928 roku Straż Graniczną.
Rozkazem nr 1 z 12 marca 1928 roku w sprawach organizacji Mazowieckiego Inspektoratu Okręgowego Naczelny Inspektor Straży Celnej gen. bryg. Stefan Pasławski określił strukturę organizacyjną komisariatu SG „Rajgród”. Placówka Straży Granicznej II linii „Rajgród” znalazła się w jego strukturze. Z dniem 15 października 1931 posterunek SG „Kamienna Nowa” przeniesiony został do Lipska i przydzielony do placówki II linii „Rajgród”. Poza tym placówka wystawiała posterunki wywiadowcze Bargłów, Bełda i Suchawola. 
Z dniem 15 marca 1932 zniesiony został posterunek SG „Bełda”. 
Z dniem 1 października 1932 zniesiony został posterunek SG „Lipsk”. 
Z dniem 28 lutego 1933 zniesiony został posterunek SG „Bargłów”.
Z dniem 1 września 1933 został zniesiony posterunek SG „Sucha Wola”.

## Kierownicy/dowódcy placówki
| stopień          | imię i nazwisko   | okres pełnienia służby |
| ---------------- | ----------------- | ---------------------- |
| przodownik       | Marian Koszycki   | IX 1928 –              |
| starszy strażnik | Stefan Urbański   |                        |
| starszy strażnik | Adam Chrobociński | był X 1936             |